# Toplinsko istezanje
Toplinsko istezanje, toplinsko rastezanje ili toplinska dilatacija je svojstvo kemijske tvari da mijenja obujam u ovisnosti o temperaturi. Kada se materija grije, čestice se počinju kretati s međusobno većim prosječnim razmakom između njih. Materijali koji se s povećanjem temperature skupljaju su rijetki i to samo za određene temperature. Stupanj širenja materijala podijeljen s promjerom temperature, naziva se koeficijent toplinskog istezanja i uglavnom se mijenja s temperaturom.
Iz života je poznato da se gotovo sva fizikalna tijela rastežu zagrijavanjem. Nekada su kovači grijali željezni obruč prije stavljanja na kotač zato da se rastegne, te da onda ohlađivanjem i stezanjem stisne kotač. Slično se zakovice kod spajanja limova ugriju da bi nakon zakivanja i ohlađivanja stisle limove. Kruta se tijela zagrijavanjem ne rastežu jednako, a od njih se najbolje rastežu kovine, i to srebro. Rastezanje se vrši u svim smjerovima, ali ako tijelo promatramo samo u jednom smjeru, to jest po duljini tijela, to se rastezanje naziva uzdužno ili linearno rastezanje. Rastezanje tijela u sva 3 smjera, to jest po duljini, širini i visini, zove se kubno rastezanje. Kod kubnog rastezanja povećava se obujam (volumen) tijela. 
Toplinsko rastezanje mora se uzimati u obzir kod svih čeličnih konstrukcija. Tako na primjer kod mostova, ugrađivanja kotlova, polaganja tračnica i cijevi. Mostovi se moraju tako ugraditi da im je omogućeno slobodno rastezanje. Stoga se mostovi i kotlovi učvršćuju za temelj samo na jednoj strani, dok im se slobodni kraj može pomicati. U cijevne vodove ugrađuju se umeci u obliku lire koji sprečavaju da ne dođe do oštećenja zbog rastezanja cijevi. Različito toplinsko rastezanje koristi se kod bimetala koji imaju veliku primjenu, naročito u elektrotehnici. Pod bimetalom misli se na traku koja se sastoji od dviju jednako dugih i širokih metalnih vrpci, međusobno spojenih (obično zavarom). Takve se trake savijaju kod promjene temperature na jednu ili drugu stranu, prema tome koji metal ima veći koeficijent rastezanja i upotrebljavaju se i kao termometri. Bimetali se primjenjuju mnogo kod termostata, to jest uređaja koji drže temperaturu zagrijavanja pomoću električne struje na stalnoj razini. Osim toga bimetali se upotrebljavaju kod satova s njihalom i kod satova s nemirnicom. Zbog različitog rastezanja metala vrši se kompenzacija tako da se težište sistema ne mijenja i period njihanja ostaje isti.

## Pregled

### Pojava skupljanja
Jedan dio materijala se skuplja, u određenom području rasta temperature, što se naziva negativno toplinsko istezanje. Ako se voda ohladi na 0 °C, pa zatim grije na 4 °C, onda se ona u tom području skuplja, a nakon 4 °C, gdje ima najveću gustoću, se širi. Također, silicij ima negativno toplinsko istezanje između 18 i 120 Kelvina.

### Utjecaji
Za razliku od plinova i tekućina, krute tvari nastoje zadržati svoj oblik s toplinskim istezanjem. Toplinsko istezanje uglavnom je manje, ako je energija kovalentnih veza veća, koja utječe i na tvrdoću materijala, tako da tvrdi materijali imaju manje toplinsko istezanje. Tekućine se više toplinski šire od krutih tvari. Toplinsko istezanje stakla je veće od kristala.

## Koeficijent toplinskog istezanja
Koeficijent toplinskog istezanja opisuje kako se veličina objekta mijenja s promjenom temperature. Postoje linijski, površinski i obujamski koeficijent toplinskog istezanja, a koji će se uzeti, ovisi o primjeni. 
Obujamski koeficijent toplinskog istezanja je osnovni, jer se promjenom temperature, tijela mijenja obujam. Materijali koji se šire podjednako u svim smjerovima se nazivaju izotropni materijali. 

### Opći obujamski koeficijent toplinskog istezanja
U slučaju plinova, tekućina i krutih tvari, obujamski koeficijent toplinskog istezanja se može opisati kao: 
{\displaystyle \alpha _{V}={\frac {1}{V}}\,\left({\frac {\partial V}{\partial T}}\right)_{p}}
indeks p pokazuje da je za vrijeme širenja tlak konstantan, a indeks V govori da se radi o toplinskom istezanju volumena. 

## Toplinsko istezanje krutih tvari
Uobičajene inženjerske krute tvari imaju koeficijent toplinskog istezanja, koji se ne mijenja znatno s promjenom temperature, a i tlak ne utječe znatno na promjene dimenzija. 

### Linijsko istezanje krutih tvari
Iznos za koliko se produlji neko fizikalno tijelo, iz nekog materijala, jedinice duljine, kad mu se povisi temperatura za 1 °C, zove se linearni koeficijent rastezanja α (1/°C) i on je različit za razna kruta tijela. Tako će na primjer željezni štap duljine 1 metar zagrijavanjem za 100 °C produljiti za 1,2 milimetar, a bakreni za 1,7 mm. Najmanji linearni koeficijent rastezanja ima invar, to jest slitina od 64% čelika i 36% nikla, koji iznosi 0,000 002 = 2 ∙ 10-6 mm.
Koeficijent toplinskog istezanja za linijsko istezanje može se opisati kao:
{\displaystyle \alpha _{L}={\frac {1}{L}}\,{\frac {dL}{dT}}}
gdje je L duljina, a dL/dT je odnos promjena linijskih dimenzija u ovisnosti od promjene temperature. Promjena duljine može se vrlo dobro procijeniti kao:
{\displaystyle {\frac {\Delta L}{L}}=\alpha _{L}\Delta T}

### Površinsko istezanje krutih tvari
Koeficijent toplinskog istezanja za površinsko istezanje se može opisati kao::
{\displaystyle \alpha _{A}={\frac {1}{A}}\,{\frac {dA}{dT}}}
gdje je A površina nekog objekta, a dA/dT je odnos promjene površine u ovisnosti od promjene temperature. Promjena površine može se vrlo dobro procijeniti kao:
{\displaystyle {\frac {\Delta A}{A}}=\alpha _{A}\Delta T}

### Obujamski koeficijent toplinskog istezanja
Koeficijent toplinskog istezanja za obujamsko istezanje može se opisati kao:
{\displaystyle \alpha _{V}={\frac {1}{V}}\,{\frac {dV}{dT}}}
gdje je V obujam nekog objekta, a dV/dT je odnos promjene obujma u ovisnosti od promjene temperature. Promjena obujma može se vrlo dobro procijeniti kao:
{\displaystyle {\frac {\Delta V}{V}}=\alpha _{V}\Delta T}
Tako na primjer, ako ugrijemo neki čelični blok koji ima 1 m3, za 50 °C, onda će on imati obujam od 1,002 m3. Ako ugrijemo 2 m3 čeličnog bloka za 50 °C, onda će on imati obujam od 2,004 m3, i u oba slučaja obujam se povećao za 0,2 %. 

#### Izotropni materijali
Za izotropne materijale, i za mala toplinska istezanja, linijski koeficijent toplinskog istezanja je približno jedna trećina obujamskog koeficijent toplinskog istezanja:
{\displaystyle \alpha _{V}\approx 3\alpha _{L}}
Slično, površinski koeficijent toplinskog istezanja se može izračunati kao: 
{\displaystyle \alpha _{A}={\tfrac {2}{3}}\alpha _{V}}

#### Anizotropni materijali
Materijali anizotropne strukture, kao što su kristali i mnogi kompozitni materijali, imaju različite linijske koeficijent toplinskog istezanja {\displaystyle {\frac {}{}}\alpha _{L}}, u različitim smjerovima pa će se i širenje obujma rasporediti nejednako. 

## Toplinsko istezanje plinova
Za idealne plinove, obujamsko toplinsko istezanje ovisi o vrsti procesa pod kojim se temperatura mijenja. Dvije su vrste procesa, izobarna promjena – gdje je tlak konstantan, i adijabatska promjena, gdje se ne vrši rad i nema promjene entropije. 
Kod izobarne promjene, obujamski koeficijent toplinskog istezanja {\displaystyle \beta _{p}} je:
{\displaystyle PV=nRT\,}
{\displaystyle \ln \left(V\right)=\ln \left(T\right)+\ln \left(nR/P\right)}
{\displaystyle \beta _{p}={\bigg (}{\frac {1}{V}}{\frac {dV}{dT}}{\bigg )}_{p}={\bigg (}{\frac {d(lnV)}{dT}}{\bigg )}_{p}={\frac {d(lnT)}{dT}}={\frac {1}{T}}}

## Toplinsko istezanje tekućina
Teoretski, obujamski koeficijent toplinskog istezanja se može procijeniti kao β≈3α. Ipak, za tekućine α se dobiva laboratorijskim mjerenjem. 

## Mijenjanje gustoće pri zagrijavanju
Znamo da je gustoća masa u jedinici obujma (volumena). Kako se zagrijavanjem obujam tijela povećava, to se njegova gustoća smanjuje. Označimo li gustoću nekog tijela pri 0 °C s ρ0 i obujam s V0, a gustoću pri bilo kojoj temperaturi t s ρ, to je:
{\displaystyle \rho =\rho _{0}\cdot (1+\alpha _{V}\cdot t)}
gdje je: αV - obujamski ili volumni koeficijent toplinskog istezanja.

## Primjeri i primjena
Širenje i skupljanje materijala se mora uzeti u obzir kada se konstruiraju velike strukture, kada se mjere dugačke dimenzije mjernom trakom u geodetskom mjerenju, kada se konstruira kalup za izradu odljevaka u ljevaonicama itd. 
Toplinsko istezanje se mora uzeti u obzir i kada se konstruiraju razni preklopni spojevi, u strojarskim primjenama, kada je osovina nešto veća od ležaja, u koji ulazi, pa se obično ležaj grije na 150 °C do 300 °C, da bi naišao na osovinu, i nakon hlađenja činio čvrst stezni spoj. 
Postoje legure s vrlo malim linijskim koeficijentom toplinskog istezanja, kao što je Invar 36, koja se koristi kod izrade satova i u avionskim primjenama. 
Kontrola toplinskog istezanja je vrlo važna kod izrade keramike, zato što je ona vrlo krta i ne može izdržati nagle promjene temperature. Drugi problem je kod stavljanja glazure, koja ima drukčiji koeficijent toplinskog istezanja od keramike, pa kod hlađenja može doći do pojave krhotina. 
Kod željezničkih tračnica treba stavljati spojeve za širenje (ekspanzioni spoj), jer se može dogoditi izvijanje tračnica kod izlaganja Sunčevim zrakama. Spojevi za širenje su uobičajeni kod izrade mostova i dugačkih betonskih blokova, a česti su i kod metalnih cijevi koje prenose vruću vodu ili paru. 
Termometar je također primjer korištenja toplinskog istezanja i koristi svojstvo žive ili alkohola, da se širi ili skuplja unutar cijevi. 
Bimetal koristi dva različita materijala, različitih koeficijenata toplinskog istezanja, za izvijanje u jednu stranu. 

## Koeficijent toplinskog istezanja za različite materijale
| Materijal                                    | Linijski koeficijent, α, kod 20 °C (10−6/°C) | Obujamski koeficijent, β, kod 20 °C (10−6/°C) | Bilješke                          |
| -------------------------------------------- | -------------------------------------------- | --------------------------------------------- | --------------------------------- |
| Aluminij                                     | 23                                           | 69                                            |                                   |
| Benzociklobuten (C8H8)                       | 42                                           | 126                                           |                                   |
| Mjed                                         | 19                                           | 57                                            |                                   |
| Ugljični čelik                               | 10,8                                         | 32,4                                          |                                   |
| Beton                                        | 12                                           | 36                                            |                                   |
| Bakar                                        | 17                                           | 51                                            |                                   |
| Dijamant                                     | 1                                            | 3                                             |                                   |
| Etanol                                       | 250                                          | 750                                           | Linijski koeficijent je približan |
| Galij arsenid (GaAs)                         | 5,8                                          | 17,4                                          |                                   |
| Benzini                                      | 317                                          | 950                                           | Linijski koeficijent je približan |
| Staklo                                       | 8,5                                          | 25,5                                          |                                   |
| Staklo, borosilikatno                        | 3,3                                          | 9,9                                           |                                   |
| Zlato                                        | 14                                           | 42                                            |                                   |
| Indij fosfat (InP)                           | 4,6                                          | 13,8                                          |                                   |
| Invar                                        | 1,2                                          | 3,6                                           |                                   |
| Željezo                                      | 11,1                                         | 33,3                                          |                                   |
| Kapton                                       | 20                                           | 60                                            | DuPont™ Kapton® 200EN             |
| Olovo                                        | 29                                           | 87                                            |                                   |
| MACOR                                        | 9,3                                          |                                               |                                   |
| Magnezij                                     | 26                                           | 78                                            |                                   |
| Živa                                         | 61                                           | 182                                           | Linijski koeficijent je približan |
| Molibden                                     | 4,8                                          | 14,4                                          |                                   |
| Nikal                                        | 13                                           | 39                                            |                                   |
| Hrast                                        | 54                                           | 162                                           | Okomito na vlakna                 |
| Bor                                          | 34                                           | 102                                           | Okomito na vlakna                 |
| Platina                                      | 9                                            | 27                                            |                                   |
| PVC                                          | 52                                           | 156                                           |                                   |
| Kvarc                                        | 0,59                                         | 1,77                                          |                                   |
| Guma                                         | 77                                           | 231                                           |                                   |
| Safir                                        | 5,3                                          |                                               | Paralno s C osi                   |
| Silicij karbid (SiC), poznat kao karborundum | 2,77                                         | 8,31                                          |                                   |
| Silicij                                      | 3                                            | 9                                             |                                   |
| Srebro                                       | 18                                           | 54                                            |                                   |
| Sitall                                       | 0,15                                         | 0,45                                          |                                   |
| Nehrđajući čelik                             | 17,3                                         | 51,9                                          |                                   |
| Čelik                                        | 11,0 ~ 13,0                                  | 33,0 ~ 39,0                                   | Ovisi o sastavu                   |
| Volfram                                      | 4,5                                          | 13,5                                          |                                   |
| Voda                                         | 69                                           | 207                                           | Linijski koeficijent je približan |
| YbGaGe                                       | 0                                            | 0                                             |                                   |